# Locarno Festival 2023
La 76ª edizione del Locarno Film Festival si è svolta a Locarno dal 2 al 12 agosto 2023.
Il Festival del 2023 è stato presentato con la conferenza stampa che si è tenuta a Berna il 5 luglio 2023.
La serata del Prefestival è stata il 31 luglio 2023 in Piazza Grande con la proiezione del film di animazione Linda e il pollo, regia di Chiara Malta e Sébastien Laudenbach.

## Sezioni competitive

### Concorso internazionale
Il Concorso internazionale di Locarno esplora i nuovi territori dell'arte cinematografica
- Animal, regia di Sofia Exarchou (Grecia, Austria, Romania, Cipro, Bulgaria)
- Baan, regia di Leonor Teles (Portogallo)
- Do Not Expect Too Much from the End of the World (Nu aștepta prea mult de la sfîrșitul lumii), regia di Radu Jude (Romania, Lussemburgo, Francia, Croazia)
- El auge del humano 3, regia di Eduardo Williams (Argentina, Portogallo, Paesi Bassi, Taiwan, Brasile, Hong Kong, Sri Lanka, Perù)
- Essential Truths of the Lake, regia di Lav Diaz (Filippine, Francia, Portogallo, Singapore, Italia, Svizzera, Regno Unito)
- La imatge permanent, regia di Laura Ferrés (Spagna, Francia)
- Lousy Carter, regia di Bob Byington (Stati Uniti d'America)
- Manga D'Terra, regia di Basil da Cunha (Svizzera, Portogallo)
- Critical Zone (Mantagheye bohrani), regia di Ali Ahmadzadeh (Iran, Germania)
- Nähtamatu võitlus, regia di Rainer Sarnet (Estonia, Lettonia, Grecia, Finlandia)
- Nuit obscure - Au revoir ici, n'importe où, regia di Sylvain George (Francia, Svizzera)
- Patagonia, regia di Simone Bozzelli (Italia)
- Rossosperanza, regia di Annarita Zambrano (Italia, Francia)
- Stepne, regia di Maryna Vroda (Ucraina, Germania, Polonia, Slovacchia)
- Sweet Dreams, regia di Ena Sendijarević (Paesi Bassi, Svezia, Indonesia, Réunion)
- The Vanishing Soldier, regia di Dani Rosenberg (Israele)
- Yannick - La rivincita dello spettatore (Yannick), regia di Quentin Dupieux (Francia)

### Concorso Cineasti del presente
- Camping du Lac, regia di Eléonore Saintagnan (Belgio, Francia)
- Ein schöner Ort, regia di Katharina Huber (Germania)
- Ekskurzija, regia di Una Gunjak (Bosnia ed Erzegovina, Croazia, Serbia, Francia, Norvegia, Qatar)
- Family Portrait, regia di Lucy Kerr (Stati Uniti d'America)
- Dreaming & Dying (Hao jiu bu jian), regia di Nelson Yeo (Singapore, Indonesia)
- La Morsure, regia di Romain de Saint-Blanquat (Francia)
- Negu hurbilak, regia di Colectivo Negu (Spagna)
- On the Go, regia di María Gisèle Royo, Julia de Castro (Spagna)
- Rapture (Rimdogittanga), regia di Dominic Sangma (India, Cina, Svizzera, Paesi Bassi, Qatar)
- Rivière, regia di Hugues Hariche (Svizzera, Francia)
- Todos los Incendios, regia di Mauricio Calderón Rico (Messico)
- Touched, regia di Claudia Rorarius (Germania)
- Und dass man ohne Täuschung zu leben vermag, regia di Katharina Lüdin (Germania, Svizzera)
- Whispers of Fire & Water, regia di Lubdhak Chatterjee (India)
- West Border (Xi du), regia di Yan Luo (Ciina)

### Pardi di domani

#### Concorso internazionale
- De Imperio, regia di Alessandro Novelli (Portogallo, Spagna)
- Du bist so wunderbar, regia di Leandro Goddinho, Paulo Menezes (Germania, Brasile)
- En undersøgelse af empati, regia di Hilke Rönnfeldt (Danimarca, Germania)
- Engar madaram geriste bud aan shab, regia di Hoda Taheri (Germania)
- Faire un enfant, regia di Éric K. Boulianne (Canada)
- I look into the mirror and repeat to mysel, regia di Giselle Lin (Singapore)
- Kinderfilm, regia di Total Refusal, Adrian Jonas Haim, Michael Stumpf, Robin Klengel (Austria)
- La Vedova Nera, regia di Fiume, Julian McKinnon (Francia)
- The Guard (Negahban), regia di Amirhossein Shojaei (Iran)
- The Waves (Pado), regia di Yumi Joung (Corea del Sud)
- Pássaro Memória, regia di Leonardo Martinelli (Brasile, Regno Unito)
- Pleine Nuit, regia di Manon Coubia (Belgio, Francia)
- Pray, regia di Caleb Azumah Nelson (Regno Unito)
- Scorched Earth, regia di Markela Kontaratou (Grecia, Regno Unito)
- Slimane, regia di Carlos Pereira (Germania)
- Solo la luna comprenderá, regia di	Kim Torres (Costa Rica, Stati Uniti)
- The Currency - Sensing 1 Agbogbloshie, regia di Elom 20ce, Musquiqui Chihying, Gregor Kasper (Germania, Taiwan, Togo)
- The Lovers, regia di Carolina Sandvik (Svezia)
- A Tortoise's Year of Fate (Yi zhi wu gui de ben ming nian), regia di Yi Xiong (Cina)
- Z.O., regia di Loris G. Nese (Italia)

#### Concorso nazionale
- Alexx196 & la plage de sable rose, regia di Loïc Hobi (Svizzera, Francia)
- Canard, regia di Elie Chapuis (Svizzera, Belgio)
- Jaima, regia di Francesco Pereira (Svizzera)
- Letzte Nacht, regia di Lea Bloch (Svizzera)
- Night shift, regia di Kayije Kagame, Hugo Radi (Svizzera)
- O gün bu gündür, uçuyorum, regia di Aylin Gökmen (Svizzera)
- O krávě, regia di Pavla Baštanová (Repubblica Ceca, Svizzera)
- Remember, Broken Crayons Colour Too, regia di Urša Kastelic, Shannet Clemmings (Svizzera)
- Searching for the 5th Direction, regia di Matthias Herr Schüpbach (Svizzera)
- The Island, regia di Julien Pujol (Francia, Estonia)

#### Concorso Corti d'autore
- Been There, regia di Corina Schwingruber Ilić (Svizzera)
- I mitera mou ine agia, regia di Syllas Tzoumerkas (Grecia)
- I Used to Live There, regia di Ryan McKenna (Canada)
- iNTELLIGENCE, regia di Jeanne Frenkel, Cosme Castro (Francia)
- Loving in Between, regia di Jyoti Mistry (Austria, Sudafrica)
- Mátalos a todos, regia di Sebastian Molina Ruiz (Messico)
- Nocturno para uma floresta, regia di Catarina Vasconcelos (Portogallo)
- Rainer, a Vicious Dog in a Skull Valley, regia di Bertrand Mandico (Francia)
- The Passing, regia di Ivete Lucas, Patrick Bresnan (Stati Uniti d'America)
- Valley Pride, regia di Lukas Marxt (Austria, Germania)

#### Evento speciale
- Find a Film!, regia di Coline Confort, Slava Doytcheva, Federico Frefel, Alessandro Garbuio, Andrea Gatopoulos, Ambra Guidotti, Jumana Issa, Zhenia Kazankina, Bohao Liu, Diego Andres Murillo, Chiara Toffoletto (Svizzera)

### Piazza Grande
- I misteri del bar Étoile (L'Étoile filante), regia di Dominique Abel e Fiona Gordon (Francia, Belgio) - film di apertura
- Anatomia di una caduta (Anatomie d'une chute), regia di Justine Triet (Francia)
- Continent magnétique, regia di Luc Jacquet (Francia)
- Čuvari formule, regia di Dragan Bjelogrlić (Serbia, Slovenia, Montenegro, Macedonia del Nord)
- Dammi, regia di Yann Mounir Demange (Francia)
- Falling Stars, regia di Richard Karpala, Gabriel Bienczycki (Stati Uniti d'America)
- La bella estate, regia di Laura Luchetti (Italia)
- La città delle donne, regia di Federico Fellini (Italia, Francia, 1980)
- La Paloma, regia di Daniel Schmid (Svizzera, Francia, 1974)
- La Voie Royale, regia di Frédéric Mermoud (Svizzera, Francia)
- Smugglers (Milsu), regia di Ryoo Seung-wan (Corea del Sud)
- Non sono quello che sono - The Tragedy of Othello di W. Shakespeare, regia di Edoardo Leo (Italia)
- Première affaire, regia di Victoria Musiedlak (Francia)
- The Old Oak, regia di Ken Loach (Regno Unito, Belgio)
- Theater Camp - Un'estate a tutto volume (Theater Camp), regia di Molly Gordon, Nick Lieberman (Stati Uniti d'America)
- Shayda, regia di Noora Niasari (Australia) - film di chiusura

## Sezioni non competitive

### Fuori concorso
- 5 Hectares, regia di Émilie Deleuze (Francia)
- Best Secret Place, regia di Caroline Poggi e Jonathan Vinel (Francia)
- Bonjour la langue, regia di Paul Vecchiali (Francia)
- Conann, regia di Bertrand Mandico (Lussemburgo, Francia, Belgio)
- Lovano Supreme, regia di Franco Maresco (Italia)
- Mademoiselle Kenopsia, regia di Denis Côté (Canada)
- Mimì - Il principe delle tenebre, regia di Brando De Sica (Italia)
- Nous les Barbares, regia di Bertrand Mandico (Lussemburgo, Belgio, Francia)
- Procida, regia di Antonella Di Nocera (Italia)
- Ricardo et la peinture, regia di Barbet Schroeder (Svizzera, Francia)
- Topakk, regia di Richard V. Somes (Filippine, Stati Uniti)
- What Remains, regia di Ran Huang (Hong Kong, Regno Unito, Finlandia)

### Histoire(s) du cinéma
- Il pensionante (The Lodger: A Story of the London Fog), regia di Alfred Hitchcock (Regno Unito, 1927) - preapertura con musiche dal vivo eseguite dall'Orchestra della Svizzera italiana.
- Gummo, regia di Harmony Korine (Stati Uniti, 1997)
- Spring Breakers - Una vacanza da sballo (Spring Breakers), regia di Harmony Korine (Stati Uniti, 2012)
- Mogul Mowgli,regia di Bassam Tariq (Regno Unito, Stati Uniti, 2020)
- La donna elettrica (Kona fer í stríð), regia di Benedikt Erlingsson (Islanda, Francia, Ucraine, 2018)
- Black Hawk Down - Black Hawk abbattuto (Black Hawk Down), regia di Ridley Scott (Stati Uniti, Regno Unito, 2001)
- Will Hunting - Genio ribelle (Good Will Hunting), regia di Gus Van Sant (Stati Uniti, 1997)
- Days (Rizi), regia di Tsai Ming-liang (Taiwan, Francia, 2020)
- God afton, Herr Wallenberg, regia di Kjell Grede (Svezia, Ungheria, 1990)
- Waalo Fendo - Là dove la terra gela (Waalo Fendo (là où la terre gèle)), regia di Mohammed Soudani (Svizzera, 1997)
- Se il sole non tornasse (Si le soleil ne revenait pas), regia di Claude Goretta (Svizzera, Francia, 1987)
- Tamaro - Pietre e angeli: Mario Botta Enzo Cucchi, regia di Villi Hermann (Svizzera, 1998)
- La porta del sole (Bab el shams), regia di Yousry Nasrallah (Francia, Egitto, Marocco, Danimarca, Belgio, 2004)
- Sergio Leone - L'italiano che inventò l'America, regia di Francesco Zippel (Italia, 2022)
- California Straight Ahead, regia di Harry A. Pollard (Stati Uniti, 1925)
- Agente Lemmy Caution: missione Alphaville (Alphaville, une étrange aventure de Lemmy Caution), regia di Jean-Luc Godard (Francia, 1965)
- Documentário, regia di Rogério Sganzerla (Brasile, 1966)
- Abismu, regia di Rogério Sganzerla (Brasile, 1977)
- Zárójelentés, regia di István Szabó (Ungheria, 2020)

### Retrospettiva
Ogni giorno uno spettacolo - Le molte stagioni del cinema popolare messicano: una ricognizione della produzione messicana dagli anni quaranta sino alla fine degli anni sessanta
- En tiempos de don Porfirio, regia di Juan Bustillo Oro (Messico, 1940)
- El gendarme desconocido, regia di Miguel M. Delgado (Messico, 1941)
- Amok, regia di Antonio Momplet (Messico, 1944)
- El as negro, regia di René Cardona (Messico, 1944)
- La corte de faraón, regia di Julio Bracho (Messico, 1944)
- Los tres García, regia di Ismael Rodríguez (Messico, 1947)
- Esquina, bajan...!, regia di Alejandro Galindo (Messico, 1948)
- Han matado a Tongolele, regia di Roberto Gavaldón (Messico, 1948)
- Que Dios me perdone, regia di Tito Davison (Messico, 1948)
- El gran campeón, regia di Chano Urueta (Messico, 1949)
- El rey del barrio, regia di Gilberto Martínez Solares (Messico, 1949)
- Dimenticati da Dio (Pueblerina) regia di Emilio Fernández (Messico, 1949)
- El Suavecito, regia di Fernando Méndez (Messico, 1951)
- Muchachas de Uniforme, regia di Alfredo B. Crevenna (Messico, 1951)
- Sensualidad, regia di Alberto Gout (Messico, 1951)
- Trotacalles, regia di Matilde Landeta (Messico, 1951)
- Odio mortale (La noche avanza), regia di Roberto Gavaldón (Messico, 1952)
- Rostros olvidados, regia di Julio Bracho (Messico, 1952)
- La spada di Granada (El corazón y la espada), regia di Edward Dein, Carlos Véjar hijo (Messico, 1953)
- Le rive della morte (El río y la muerte), regia di Luis Buñuel (Messico, 1954)
- Llévame en tus brazos, regia di Julio Bracho (Messico, 1954)
- El caso de la mujer asesinadita, regia di Tito Davison (Messico, 1955)
- Espaldas mojadas, regia di Alejandro Galindo (Messico, 1955)
- Más fuerte que el amor, regia di Tulio Demicheli (Messico, Cuba, 1955)
- El medallón del crimen (El 13 de oro), regia di Juan Bustillo Oro (Messico, 1956)
- Música de siempre, regia di Tito Davison (Messico, 1956)
- La grande paura (Torero), regia di Carlos Velo (Messico, 1956)
- I misteri dell'oltretomba (Misterios de ultratumba), regia di Fernando Méndez (Messico, 1958)
- El espejo de la bruja, regia di Chano Urueta (Messico, 1960)
- El esqueleto de la señora Morales, regia di Rogelio Antonio González (Messico, 1960)
- La mente y el crimen, regia di Alejandro Galindo (Messico, 1961)
- I fratelli di ferro (Los hermanos del hierro), regia di Ismael Rodríguez (Messico, 1961)
- Argos alla riscossa (Santo vs. las mujeres vampiro), regia di Alfonso Corona Blake (Messico, 1962)
- Días de otoño, regia di Roberto Gavaldón (Messico, 1963)
- Batwoman - L'invincibile superdonna (La mujer murciélago), regia di René Cardona (Messico, 1968)
- Giochi olimpici (Olimpiada en México), regia di Alberto Isaac (Messico, 1969)

### Open Doors

#### Open Doors: Screenings
- 98 Segundos sin Sombra, regia di Juan Pablo Richter (Bolivia)
- Autoerótica, regia di Andrea Fernanda Hoyos Valderrama (Perù)
- Boreal, regia di Federico Adorno (Paraguay, Messico)
- El rezador, regia di Tito Jara H. (Ecuador, Colombia, Spagna)
- Érase una vez en Venezuela, regia di Anabel Rodríguez Ríos (Venezuela, Regno Unito, Austria, Brasile)
- Tiempos futuros, regia di Víctor Checa (Perù, Germania, Spagna, Messico, Ecuador)
- Yo y las Bestias, regia di Nico Manzano (Venezuela)

#### Open Doors: Shorts
- Angelo, regia di Alex Plumb (Bolivia)
- Eating Papaw On The Seashore, regia di Rae Wiltshire, Nickose Layne (Guyana)
- Hidden World, regia di Kenrich Cairo (Suriname, Paesi Bassi)
- Je kan toch lezen, regia di Ananta Khemradj (Suriname, Paesi Bassi)
- La distancia del tiempo, regia di Carlos Ormeño Palma (Perù)
- La espiral roja, regia di Lorena Colmenares (Venezuela, Germania)
- Plástico, regia di Vero Kompalic (Venezuela)
- Rimana Wasi: Hogar de historias, regia di Ximena Málaga Sabogal, Piotr Turlej (Perù)
- Veo, veo, regia di Tania Cattebeke Laconich (Paraguay)
- Volivia, regia di Leandro Grillo (Bolivia)
- Willkawiwa (El sagrado fuego de los muertos), regia di Pável Quevedo Ullauri (Ecuador, Costa Rica)

### Locarno Kids: Screenings
- Geschichten vom Franz, regia di Johannes Schmid (Austria, Germania)
- La marcia dei pinguini (La Marche de l'empereur), regia di Luc Jacquet (Francia, 2005)
- La rosa di Bagdad, regia di Anton Gino Domeneghini (Italia, 1949)
- Mary e lo spirito di mezzanotte (A Greyhound of a Girl), regia di Enzo d'Alò (Lussemburgo, Italia, Irlanda, Regno Unito, Estonia, Lettonia, Germania)
- Nina et le secret du hérisson, regia di Alain Gagnol, Jean-Loup Felicioli (Francia, Lussemburgo)
- Räkä ja Roiskis, regia di Teemu Nikki (Finlandia)
- Il monello (The Kid), regia di Charlie Chaplin (Stati Uniti, 1921)
- We Have a Dream, regia di Pascal Plisson (Francia)

## Sezioni parallele

### Semaine de la critique
A cura dell'Associazione svizzera dei giornalisti cinematografici.
- Archiv der Zukunft, regia di Joerg Burger (Austria)
- Les Premiers Jours, regia di Stéphane Breton (Francia)
- Prisoners of Fate, regia di Mehdi Sahebi (Svizzera)
- Monogamia, regia di Ohad Milstein (Israele)
- Vista mare, regia di Julia Gutweniger, Florian Kofler (Austria, Italia)
- Wanha Markku, regia di Markus Toivo (Finlandia)
- Les sœurs Pathan, regia di Eléonore Boissinot (Francia)

### Panorama Suisse
- Big Little Women, regia di Nadia Fares (Svizzera, Egitto)
- Flores del otro patio, regia di Jorge Cadena (Svizzera, Colombia)
- Foudre, regia di Carmen Jaquier (Svizzera)
- I Giacometti, regia di Susanna Fanzun (Svizzera)
- Jill, regia di Steven Michael Hayes (Svizzera, Germania)
- Krähen - Nature Is Watching Us, regia di Martin Schilt (Svizzera, Austria)
- L'amour du monde, regia di Jenna Hasse (Svizzera)
- Pipes, regia di Jessica Meier, Kilian Feusi, Sujanth Ravichandran (Svizzera)
- Polish Prayers, regia di Hanna Nobis (Svizzera, Polonia)
- The Land Within, regia di Fisnik Maxville (Svizzera, Kosovo)
- The Record, regia di Jonathan Laskar (Svizzera)
- This Kind of Hope, regia di Paweł Siczek (Svizzera, Germania)
- Until Branches Bend, regia di Sophie Jarvis (Canada, Svizzera)

## Giurie
In sede di conferenza stampa di presentazione del Festival sono state comunicate le Giurie:

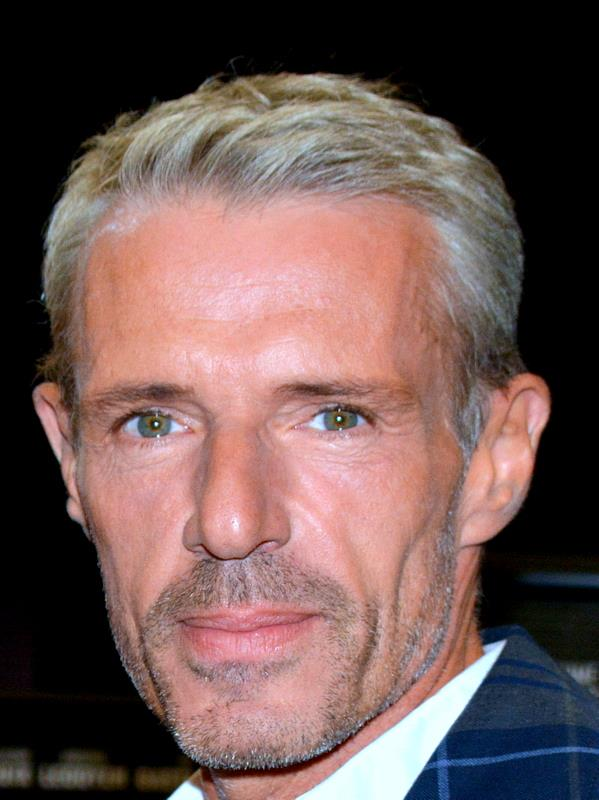
Lambert Wilson, presidente di giuria

### Concorso Internazionale
- Lambert Wilson, attore (Francia) - Presidente
- Charlotte Wells, regista (Regno Unito)
- Matthijs Wouter Knol, direttore dell'Accademia europea del cinema (Paesi Bassi)
- Lesli Klainberg, presidente di "Film at Lincoln Center"
- Zar Amir Ebrahimi, attrice (Iran)

### Cineasti del presente
- Beatrice Fiorentino, Settimana internazionale della critica di Venezia (Italia)
- Erige Sehiri, regista (Francia-Tunisia)
- Helena Wittmann, regista (Germania)

### Pardi di domani
- Matthew Rankin, regista (Canada)
- Amos Sussigan, regista (Svizzera)
- Ewa Puszczyńska, produttrice (Polonia)

### Opera Prima
- Devika Girish, critica cinematografica (India)
- Omar El Zohairy, regista (Egitto)
- Isabel Sandoval, regista (Filippine)

### Pardo Verde Ricola
- Firouzeh Khosrovani, regista (Iran)
- Arami Ullón, regista, sceneggiatrice e produttrice (Paraguay-Svizzera)
- Moussa Sene Absa, regista e pittore (Senegal)

## Premi
La cerimonia di premiazione si è tenuta il 12 agosto 2023:

### Concorso Internazionale
- Pardo d'oro: Critical Zone (Mantagheye bohrani) di Ali Ahmadzadeh
- Premio speciale della giuria: Do Not Expect Too Much from the End of the World (Nu aștepta prea mult de la sfîrșitul lumii) di Radu Jude
- Pardo d'argento per la miglior regia: Maryna Vroda per Stepne
- Pardo per la miglior interpretazione:
  - Dimitra Vlagopoulou per Animal
  - Renée Soutendijk  per Swet Dreams
- Menzione speciale: Nuit obscure - Au revoir ici, n'importe où di Sylvain George

### Cineasti del presente
- Pardo d'oro Cineasti del presente: Dreaming & Dying (Hao jiu bu jian) di Nelson Yeo
- Premio per il miglior regista emergente: Katharina Huber per Ein schöner Ort
- Premio speciale della giuria CINÉ+: Camping du Lac di Eléonore Saintagnan
- Pardo per la migliore interpretazione: Isold Halldórudóttir e Stavros Zafeiris per Touched
- Menzioni speciali:
  - Ekskurzija di Una Gunjak
  - Negu hurbilak di Colectivo Negu

### Opera prima
- Premio per la migliore opera prima: Dreaming & Dying di Nelson Yeo

### Pardi di domani

#### Concorso Corti d'autore
- Pardino d'oro Swiss Life per il miglior cortometraggio d'autore: The Passing di Ivete Lucas, Patrick Bresnan
- Menzione speciale e Cortometraggio candidato del Locarno Film Festival agli European Film Awards: Been There di Corina Schwingruber Ilić

#### Concorso internazionale
- Pardino d'oro SRG SSR per il miglior cortometraggio internazionale: En undersøgelse af empati di Hilke Rönnfeldt
- Pardino d'argento SRG SSR per il Concorso Internazionale: Du bist so wunderbar di Leandro Goddinho, Paulo Menezes
- Premio per la migliore regia Pardi di domani – BONALUMI Engineering: Eric K. Boulianne per Faire un enfant
- Premio Medien Patent Verwaltung AG: Negahban di Amirhossein Shojaei

#### Concorso nazionale
- Pardino d'oro Swiss Life per il miglior cortometraggio svizzero: Letzte Nacht di Lea Bloch
- Pardino d’argento Swiss Life per il Concorso nazionale: Night shift di Kayije Kagame, Hugo Radi
- Premio per la migliore speranza svizzera: Letzte Nacht di Lea Bloch

### Pardo Verde Ricola
- Pardo Verde Ricola: Čuvari formule di Dragan Bjelogrlić
- Menzioni speciali:
  - Procida di Antonella Di Nocera
  - Valley Pride di Lukas Marxt

### Premi giurie indipendenti
- Prix du Public UBS: The Old Oak di Ken Loach
- Variety Piazza Grande Award: Čuvari formule di Dragan Bjelogrlić
- Premio della giuria ecumenica: Patagonia di Simone Bozzelli
- Menzione speciale della Giuria ecumenica: Do Not Expect Too Much from the End of the World (Nu aștepta prea mult de la sfîrșitul lumii) di Radu Jude
- Premio della Giuria FIPRESCI: Stepne di Maryna Vroda
- Premio Europa Cinemas Label: Yannick - La rivincita dello spettatore (Yannick) di Quentin Dupieux
- Premio Giuria dei giovani
  - Primo premio: Do Not Expect Too Much from the End of the World (Nu aștepta prea mult de la sfîrșitul lumii) di Radu Jude
  - Secondo premio: ''Sweet Dreams di Ena Sendijarević
  - Terzo premio: Critical Zone (Mantagheye bohrani) di Ali Ahmadzadeh
  - Premio «L'ambiente è qualità di vita»: Nuit obscure - Au revoir ici, n'importe où di Sylvain George
  - Menzione speciale Giuria «L'ambiente è qualità di vita»: Stepne di Maryna Vroda
  - Premio miglior film del Concorso Cineasti del presente: Camping du Lac di Eléonore Saintagnan
  - Menzione speciale Giuria Concorso Cineasti del presente: On the Go di María Gisèle Royo, Julia de Castro
  - Premio migliore cortometraggio del Concorso internazionale della sezione Pardi di domani: Z.O. di Loris G. Nese
  - Menzione speciale Giuria del Concorso internazionale della sezione Pardi di domani: En undersøgelse af empati di Hilke Rönnfeldt
  - Premio migliore cortometraggio del Concorso nazionale della sezione Pardi di domani: Canard di Elie Chapuis
  - Premio migliore cortometraggio del Concorso Corti d’autore: iNTELLIGENCE di Jeanne Frenkel, Cosme Castro
  - Premio della sezione Open Doors Shorts: Rimana Wasi: Hogar de historias di Ximena Málaga Sabogal, Piotr Turlej
  - Menzione speciale: Plástico di Vero Kompalic
- Premio Semaine de la critique
  - Grand Prix: Monogamia di Ohad Milstein
  - Premio Zonta Club Locarno: Les sœurs Pathan di Eléonore Boissinot
  - Premio Marco Zucchi: Les premiers jours di Stéphane Breton

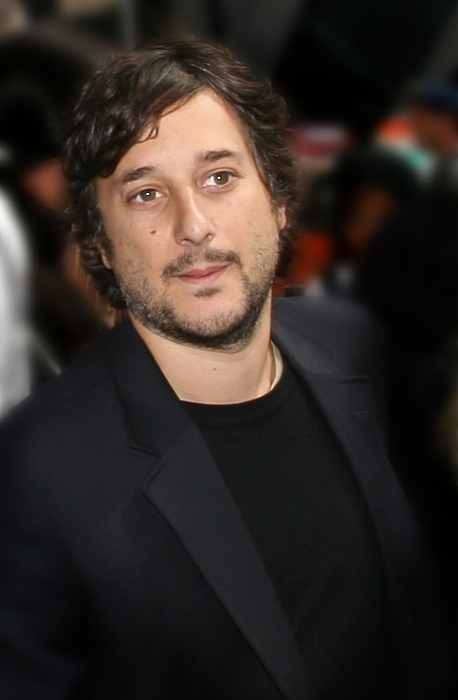
Harmony Korine, Pardo d'onore 2023

### Premi speciali
Il Festival celebra ogni anno personalità che hanno fatto la storia del cinema, scegliendole come testimoni per un dialogo tra film di ieri e di oggi.
- Pardo d'onore Manor: Harmony Korine[8]
- Pardo alla carriera Ascona-Locarno Turismo: Tsai Ming-liang[9]
- Premio Raimondo Rezzonico: Marianne Slot, produttrice danese[10]
- Vision Award Ticinomoda: Pietro Scalia[11]
- Lifetime Achievement Award: Renzo Rossellini[12]
- Locarno Kids Award la Mobiliare: Luc Jacquet[13]
- Excellence Award Davide Campari: Riz Ahmed[1]
- Leopard Club Award: Stellan Skarsgård[14]
- Premio Cinema Ticino: Mohammed Soudani[15]